# Spelaeodiaptomus rouchi
Spelaeodiaptomus rouchi là một chi động vật giáp xác trong họ Diaptomidae . Nó là loài đặc hữu của Pháp.